# Municipio de Farmington (Carolina del Norte)
El municipio de Farmington (en inglés: Farmington Township) es un municipio ubicado en el  condado de Davie en el estado estadounidense de Carolina del Norte. En el año 2010 tenía una población de 11.313 habitantes.

## Geografía
El municipio de Farmington se encuentra ubicado en las coordenadas 36°0′13.42″N 80°31′20.45″O / 36.0037278, -80.5223472.